# Pont de Brăila
Le pont de Brăila est un pont suspendu routier, dont la construction s'est achevée en 2023. Il franchit le Danube au nord de l'agglomération de Brăila, en Roumanie, et relie sur la rive gauche cette ville, chef-lieu du județ de Brăila, à la commune de Smârdan, située sur la rive droite, dans le județ de Tulcea. Jusqu'au 6 juillet 2023 les deux localités n'étaient reliées que par un service de bac de l'entreprise Romnav (ro).  
Actuellement, il est le dernier pont franchissant le cours du Danube avant que celui-ci se jette dans la mer Noire. Il devrait contribuer notamment à désenclaver Tulcea et le touristique delta du Danube et à améliorer l'accès, plus au sud, à Constanța, deuxième agglomération de Roumanie, son principal port, mais aussi centre d'un chapelet de stations balnéaires très fréquentées. 
Emprunté par une branche de la route européenne 87, le pont supporte une chaussée principale à quatre voies avec deux accotements de part et d’autre de 2,5 m de large, ainsi que deux pistes cyclables de 2,8 m de large chacune.
Son achèvement en 2023, pour un coût de 540 millions d'euros, financé aux trois-quarts par l'Union européenne, inclut la construction de plus de vingt kilomètres de routes de liaison. La longueur du pont suspendu est de 1974,30 m dont 489,65 m sur la rive gauche (Brǎila), 364,65 m sur la rive droite (Tulcea). La partie principale au-dessus du fleuve est de  1120 m. Il est le plus grand pont suspendu de Roumanie et le troisième plus long pont d'Europe,.
Le nouveau pont a été inauguré et mis en service le 6 juin 2023.